# Ducado de Brunsvique-Luneburgo
O ducado de Brunsvique-Luneburgo (em alemão Herzogtüm Braunschweig-Lüneburg) foi criado em 1235 a partir dos territórios da Antiga Casa de Guelfo na Saxônia e foi um feudo de Otão I, cujo cognome é Otão, a Criança, um neto de Henrique, o Leão. O nome composto do ducado corresponde às duas maiores cidades do território, Brunsvique e Luneburgo. O ducado foi dividido várias vezes na Alta Idade Média.
Todas as linhas Guelfo detiveram o título de Duque de Brunsvique e Luneburgo. Os principados existiram até o fim do Sacro Império Romano-Germânico, em 1806. Após o Congresso de Viena tornou-se Estado sucessor do Reino de Hanôver e do Ducado de Brunsvique.

## História
Em 1180, Henrique, o Leão, recebeu a "proibição imperial", fazendo com que ele perdesse seus títulos de Duque de Saxônia e Duque da Baviera. Ele, então, foi para o exílio por vários anos, mas foi autorizado a permanecer até o fim de sua vida nas propriedades alodiais, herdadas do lado materno.

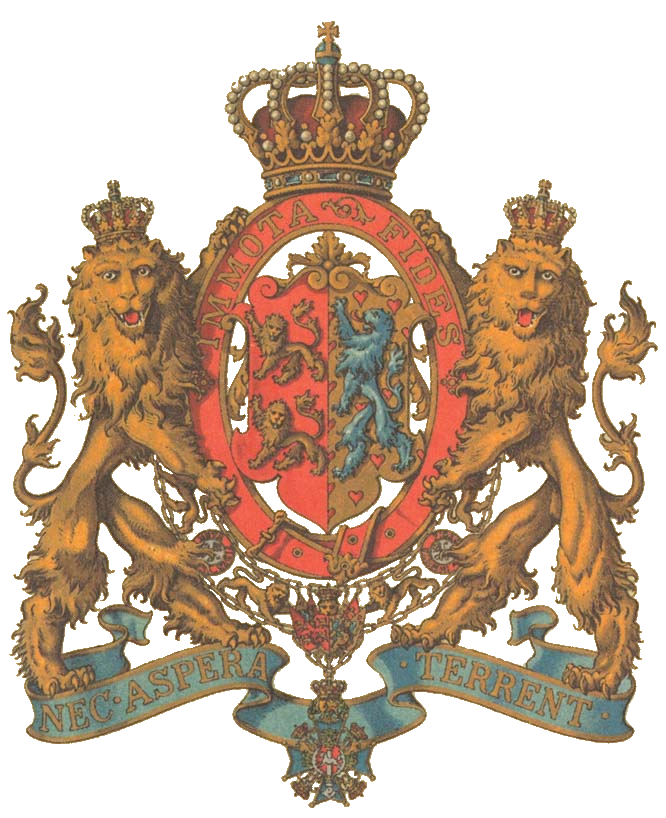
Brasão de armas do Duque de Brunsvique-Luneburgo

Em 1235, como parte da reconciliação entre as Casas dos Hohenstaufen e Guelfos, o neto de Henrique, Otão, a Criança, transferiu suas propriedades para o imperador Frederico Barbarossa e foi e enfeoffed (ato pelo qual uma pessoa dava terras em troca de uma promessa de serviço no feudalismo) em troca do ducado recém-criado de Brunsvique-Luneburgo, que foi formado a partir da propriedades transferidas para o imperador, assim como outras grandes áreas do fisco imperial.
Após sua morte em 1252, ele foi sucedido por seus filhos, Alberto e João, que governaram o ducado em conjunto. Em 1269, o ducado foi dividido: Alberto recebeu a parte sul do Estado em torno dos territórios de Brunsvique e João a parte norte na área de Luneburgo. As cidades de Luneburgo e Brunsvique permaneceram na posse total da Casa de Guelfo até 1512 e 1671, respectivamente. Em 1571, o Amt de Calvörde se tornou um enclave do ducado.
As várias partes do ducado foram subdivididas e reunidas ao longo dos séculos, todas elas governadas pelos Guelfos, que mantinham estreitas relações uns com os outros, fenômeno não raro, ao se casarem com primos, uma prática muito mais comum do que é o caso hoje, mesmo entre os camponeses do Sacro Império Romano, com a lei sálica como forma de herança. Tal prática foi incentivada para manter o controle das terras e benefícios. Os assentos do poder mudaram, entretanto, a partir de Brunsvique e Luneburgo para Celle e Volfembutel e as cidades afirmaram sua independência.

## História dos principados subordinados
Divisão territorial do Eleitorado de Brunsvique-Luneburgo e as relações dinásticas dentro do Ducado de Brunsvique-Luneburgo e ao Reino da Grã-Bretanha.
A história subsequente do ducado e seus subordinados principados foi caracterizado por numerosas divisões e reagrupamentos. Os estados subordinados que foram repetidamente criados, e que tinham o estatuto jurídico de principados, foram, em geral com o nome da residência de seus governantes. As propriedades das diferentes linhas dinásticas podiam ser herdadas por uma linha de lado quando uma determinada família morria. Por exemplo, ao longo dos séculos, havia o Velho, Casas Médio e Novo (ou linhas) de Brunsvique, e as Casas antigas, Médio e Novo de Luneburgo.

### Principado de Brunsvique-Volfembutel
Em 1269, o Principado de Brunsvique foi formado após a primeira divisão do Ducado de Brunsvique-Luneburgo. Em 1432, como resultado da crescente tensão com os habitantes da cidade de Brunsvique, a linha Brunsvique mudou sua residência para Volfembutel em um castelo, enquanto a cidade se desenvolveu em um assento real. O nome Volfembutel foi dado a esse principado. Até 1753/1754 foi a residência oficial, porém voltou para Brunsvique, no recém-construído palácio Brunsvique. Em 1814, o principado tornou-se o Ducado de Brunsvique.
Principado de Calenberga - Eleitorado depois de Brunsvique-Luneburgo
Em 1432, as propriedades adquiridas pelo Principado de Brunsvique-Volfembutel entre o Deister e o Leine se separaram como o Principado de Calenberga. Ao norte, este novo Estado limitado no Condado de Hoya perto de Niemburgo e ampliado a partir daí em uma estreita, sinuosa linha ao sul com o rio Leine através de Wunstorf e Hanôver onde atingiu o Principado de Volfembutel.
Em 1495, foi ampliado em torno de Gotinga e em 1584 voltou para a linha de Volfembutel. Em 1634, como resultado de distribuições de herança, ele foi à Casa de Luneburgo, antes de se tornar um principado independente novamente em 1635, quando foi dado a Jorge, irmão mais novo do príncipe Ernesto II de Luneburgo, que escolheu Hanôver como sua residência. Novo território foi adicionado em 1665 nos arredores de Grubenhagen e em 1705 em todo o Principado de Luneburgo. Em 1692, o duque Ernesto Augusto, a partir da linha Calenberga, adquiriu o direito de ser um príncipe-eleitor como o príncipe-eleitor de Brunsvique-Luneburgo. Coloquialmente, o eleitorado também era conhecido como o Eleitorado de Hanôver. Em 1814, foi sucedido pelo Reino de Hanôver.

### Principado de Luneburgo
O Principado de Luneburgo surgiu junto com o Principado de Brunsvique em 1269 quando a herança do ducado foi dividida. Após a morte do duque Jorge Guilherme de Brunsvique-Luneburgo em 1705, o rei Jorge I da Grã-Bretanha, herdou o estado de Luneburgo com sua esposa, filha do duque, Sofia Doroteia, mais tarde conhecida como a "Princesa do Ahlden". Foi unido com o Principado de Calenberga, que havia sido elevado a eleitorado em 1692.

### Principado de Gotinga
O principado mais austral do Ducado de Brunsvique-Luneburgo se estendia desde Münden no sul até o rio Weser para Holzminden. No Oriente, percorreu Gotinga ao longo do rio Leine via Northeim para Einbeck. Ele surgiu em 1345 como resultado de uma divisão do Principado de Brunsvique e estava unido em 1495 com Calenberga.

### Principado de Grubenhagen
A partir de 1291-1596 Grubenhagen foi um principado independente, seu primeiro governante foi Henrique,  o Admirável, filho do duque Alberto I de Brunsvique-Volfembutel. O Estado laico estendia-se entre a parte norte das colinas Solling e o rio Leine perto de Einbeck e no norte de Eichsfeld e no sudoeste do Harz. Depois de ser dividido ao longo dos anos em principados menores e menores que Grubenhagen, finalmente retornou em 1596 para Brunsvique-Volfembutel.

## Outros ramos
Outros ramos que não têm plena soberania existiam no Dannenberg, Harburg, Gifhorn, Bevern, Osterode, Herzberg, Salzderhelden e Einbeck.
Enquanto um total de cerca de uma dúzia de subdivisões que existiam, alguns foram apenas dinásticas e não são reconhecidos como estados do império, que ao mesmo tempo tinha mais de 1 500 entidades legalmente reconhecidas. Na lista de participantes do Reichstag (1792), as seguintes quatro subdivisões de Brunsvique-Luneburgo tinham representação:
- O Principado de Luneburgo;
- O Principado de Calenberga - Gotinga, fundiu-se com Eric I de Brunsvique-Volfembutel, em 1495;
- O Principado de Grubenhagen;
- O Principado de Brunsvique-Volfembutel.

Em 1705, apenas dois duques de Brunsvique-Luneburgo sobreviveram, uma decisão de Calenberga, Luneburgo e outros bens, e os outros dirigentes Volfembutel. 

## De Luneburgo a Hanôver

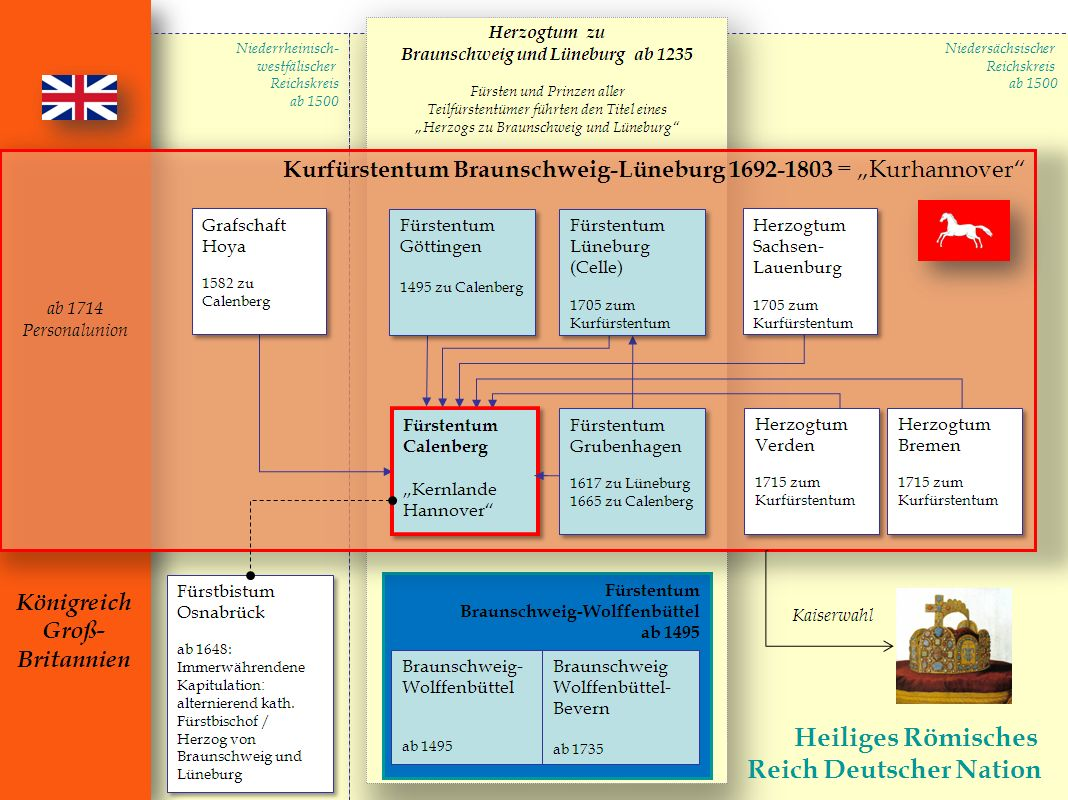
Divisão territorial do Eleitorado de Brunsvique-Lüneburg. Relações dinásticas no Ducado de Brunsvique-Luneburgo e no Reino da Grã-Bretanha.

Uma das linhas dinásticas foi a dos príncipes de Luneburgo, que em 1635 adquiriu Calenberga para Jorge, um membro júnior da família que montou residência na cidade de Hanôver. Seu filho Cristiano Luís e seus irmãos herdaram Celle em 1648 e, posteriormente, compartilhá-la e Calenberga entre si; um ramo intimamente relacionado da família governada separadamente em Volfembutel.
Como um desenvolvimento dos últimos dias, que se tornou o Eleitorado de Hanôver foi chamado inicialmente o eleitor de Brunsvique-Lunenberg quando o imperador nomeou Ernesto Augusto, Duque de Brunsvique-Luneburgo um eleitor em 1696 (dois anos antes de sua morte) em um tanto controverso movimento para aumentar o número de eleitores protestantes, assim, ofendendo os interesses arraigados dos existentes príncipes-eleitores, que já não seriam tão poucos. Como a maioria das questões na Europa durante estes tempos, isso era parte da agitação religiosa de muitos séculos religiosas acompanhadas de guerra aberta (ver Guerra dos Trinta Anos) desencadeada pelos defensores zelosos de ambos os lados da Reforma Protestante e da Contrarreforma.
Os territórios da Calenberga e Luneburgo-Celle foram tornados um eleitorado pelo imperador Leopoldo I, em 1692, na expectativa da herança iminente de Celle pelo Duque de Calenberga, embora a união real da dinastia dos territórios não ocorreu até 1705 sob seu filho George Eu Louis, e o eleitorado não foi oficialmente aprovado pela Dieta Imperial até 1708.
O Estado resultante era conhecida sob muitos nomes diferentes (Brunsvique-Luneburgo, Calenberga, Calenberga-Celle; seu governante era frequentemente conhecido como o "eleitor de Hanôver ". Coincidentemente, em 1701, o Duque de Brunsvique-Luneburgo encontrou-se na linha de sucessão para a Coroa Britânica, posteriormente confirmada em 1707 pelo Ato de União, que posteriormente herdou, criando assim uma união pessoal das duas coroas a 20 de outubro de 1714.
Depois de um pouco mais de uma década, o assunto do disputado eleitorado foi resolvido, e o novo Duque de Brunsvique-Luneburgo (nomeado como duque em 23 de janeiro de 1698), George Louis eu era capaz de estilo próprio do eleitor de Brunsvique e Luneburgo de 1708. Não foi apenas acaso, mas semelhante política religiosa provocou a circunstância de ele ser também foi colocado na linha de sucessão à Coroa Britânica pela Lei de Liquidação de 1701 - que foi escrita para assegurar uma sucessão protestante aos tronos da Escócia e Inglaterra no momento em que o sentimento anticatólico era elevado na maior parte do norte da Europa e grande parte da Grã-Bretanha.
No evento, Jorge I sucedeu a seu segundo primo da rainha Ana da Grã-Bretanha - o último membro reinante da Casa de Stuart, e, posteriormente, formaram uma União pessoal de 1 de agosto de 1714 entre a Coroa Britânica e do Ducado de Brunsvique-Luneburgo (Eleitorado de Hanôver), que iria durar até bem depois do final do guerras napoleônicas mais de um século mais tarde, incluindo até mesmo através da dissolução do Sacro Império Romano-Germânico e a ascensão de um novo reino como sucessor. Dessa forma, o "Eleitorado de Hanôver" (o núcleo do ducado) foi ampliado com a adição de outras terras e tornou-se o Reino de Hanôver, em 1814, nas conferências de paz (Congresso de Viena) para resolver o futuro da Europa no pós-guerras napoleônicas .

## História da relação com a Coroa Britânica
O primeiro rei hanoveriano da Inglaterra, Jorge I da Grã-Bretanha foi Duque de Brunsvique-Luneburgo, e finalmente foi feito Príncipe-eleitor do Sacro Império Romano-Germânico em 1708. Seus bens foram ampliadas em 1706, quando as terras hereditárias do ramo Calenberga dos Duques de Brunsvique-Luneburgo fundiram-se com as terras do ramo Luneburgo-Celle para formar o Estado de Hanôver. Posteriormente, Jorge I foi nomeado eleitor de Hanôver. Em 1700 e 1701, quando o parlamento inglês tinha abordado a questão de uma sucessão ordenada, com um viés religioso em direção a uma regra protestante, preteriu os filhos da rainha Ana (Casa de Stuart) e, com as disposições da Lei de Liquidação 1701, passou a Sofia de Hanôver, neta de Jaime VI da Escócia e I de Inglaterra. A Grã-Bretanha e Hanôver permaneceram unidos em união pessoal até a ascensão ao trono inglês da rainha Vitória em 1837.
Jorge I foi seguido por seu filho Jorge II e bisneto Jorge III. O último mencionado manteve a posição do eleitor, mesmo depois de o Sacro Império Romano-Germânico foi abolido por seu último imperador em 1806. Jorge III contestou a validade da dissolução do império e manteve escritórios separados consular e pessoal para o Eleitorado de Hanôver até a conferência de paz no final da guerra. Após a queda de Napoleão, Jorge III recuperou suas terras além de terras da Prússia como rei de Hanôver, enquanto abrir mão de alguns outros pequenos territórios dispersos.

## Após o Congresso de Viena
Após o fim do Sacro Império Romano-Germânico em 1806, Calenberga-Celle e suas possessões foram adicionados pelo Congresso de Viena ao Reino de Hanôver (incluindo Brunsvique-Luneburgo). Durante a primeira metade do século XIX, o Reino de Hanôver foi governado como união pessoal pela Coroa Britânica sob Jorge III do Reino Unido, o último eleitor de Hanôver até a morte de Guilherme IV em 1837. Nesse ponto, a Coroa de Hanôver foi para o irmão mais novo de Guilherme IV, Ernesto, Duque de Cumberland e Teviotdale sob a lei sálica exigindo que o próximo herdeiro fosse do sexo masculino, enquanto o trono britânico foi herdado pela única filha do irmão mais velho, a rainha Vitória.
Posteriormente, o reino foi perdido em 1866 por seu filho Jorge V de Hanôver durante a Guerra Austro-Prussiana, quando foi anexada pelo Reino da Prússia, e se tornou a província prussiana de Hanôver.

## Ducado de Brunsvique
A linha de Volfembutel manteve a sua independência, com exceção de 1807-1813, quando ela e Hanôver foram incorporadas ao napoleônico Reino da Vestfália. O Congresso de Viena, de 1815, transformou-o em um Estado independente sob o nome de Ducado de Brunsvique. O ducado permaneceu independente e juntou-se à primeira Confederação da Alemanha do Norte e em 1871 o então Império Alemão.
Quando a principal linha de descendência se extinguiu em 1885, o imperador alemão tornou-se o legítimo herdeiro, o "Príncipe Herdeiro de Hanôver", e tomou o controle, em vez de instalar um regente. Décadas mais tarde, as famílias foram reconciliados pelo casamento de filho do príncipe herdeiro com a única filha do imperador, e o este permitiu que seu genro assumisse.

## Duques de Brunsvique-Luneburgo e sucessores

### Casa de Guelfo

#### Partições do Brunsvique-Luneburgo sob governo Guelfo
| Ducado de Brunsvique-Luneburgo (1235-1269) |                         |                                                               |                        |                                           |                                      |                                    |                                    |                                    |                                    |
| Brunsvique (1269-1291)                     | Brunsvique (1269-1291)  | Brunsvique (1269-1291)                                        | Brunsvique (1269-1291) | Brunsvique (1269-1291)                    | Brunsvique (1269-1291)               | Luneburgo (1ª criação) (1269-1369) | Luneburgo (1ª criação) (1269-1369) | Luneburgo (1ª criação) (1269-1369) | Luneburgo (1ª criação) (1269-1369) |
| Grubenhagen (1291-1596)                    | Grubenhagen (1291-1596) |                                                               |                        | Volfembutel (1ª criação) (1291-1292)      | Volfembutel (1ª criação) (1291-1292) | Luneburgo (1ª criação) (1269-1369) | Luneburgo (1ª criação) (1269-1369) | Luneburgo (1ª criação) (1269-1369) | Luneburgo (1ª criação) (1269-1369) |
| Grubenhagen (1291-1596)                    | Grubenhagen (1291-1596) |                                                               |                        |                                           |                                      | Luneburgo (1ª criação) (1269-1369) | Luneburgo (1ª criação) (1269-1369) | Luneburgo (1ª criação) (1269-1369) | Luneburgo (1ª criação) (1269-1369) |
| Grubenhagen (1291-1596)                    | Grubenhagen (1291-1596) | Gotinga (1291-1463)                                           | Gotinga (1291-1463)    | Volfembutel (2ª criação) (1344-1400)      | Volfembutel (2ª criação) (1344-1400) | Luneburgo (1ª criação) (1269-1369) | Luneburgo (1ª criação) (1269-1369) | Luneburgo (1ª criação) (1269-1369) | Luneburgo (1ª criação) (1269-1369) |
| Grubenhagen (1291-1596)                    | Grubenhagen (1291-1596) | Gotinga (1291-1463)                                           | Gotinga (1291-1463)    |                                           |                                      |                                    |                                    |                                    |                                    |
| Grubenhagen (1291-1596)                    | Grubenhagen (1291-1596) | Gotinga (1291-1463)                                           | Gotinga (1291-1463)    | Luneburgo sob governo Ascânio (1373-1388) |                                      |                                    |                                    |                                    |                                    |
| Grubenhagen (1291-1596)                    | Grubenhagen (1291-1596) | Gotinga (1291-1463)                                           | Gotinga (1291-1463)    |                                           |                                      |                                    |                                    |                                    |                                    |
| Grubenhagen (1291-1596)                    | Grubenhagen (1291-1596) | Gotinga (1291-1463)                                           | Gotinga (1291-1463)    | Luneburgo (2ª criação) (1388-1705)        |                                      |                                    |                                    |                                    |                                    |
| Grubenhagen (1291-1596)                    | Grubenhagen (1291-1596) | Gotinga (1291-1463)                                           | Gotinga (1291-1463)    |                                           |                                      |                                    |                                    |                                    |                                    |
| Grubenhagen (1291-1596)                    | Grubenhagen (1291-1596) | Gotinga (1291-1463)                                           | Gotinga (1291-1463)    | Volfembutel (3ª criação) (1409-1485)      |                                      |                                    |                                    |                                    |                                    |
| Grubenhagen (1291-1596)                    | Grubenhagen (1291-1596) | Calemberga (1ª criação) (1432-1584)                           |                        |                                           |                                      |                                    |                                    |                                    |                                    |
| Grubenhagen (1291-1596)                    | Grubenhagen (1291-1596) |                                                               |                        |                                           |                                      |                                    |                                    |                                    |                                    |
| Grubenhagen (1291-1596)                    | Grubenhagen (1291-1596) |                                                               |                        |                                           |                                      |                                    |                                    |                                    |                                    |
| Grubenhagen (1291-1596)                    | Grubenhagen (1291-1596) | Volfembutel (4ª criação) (1494-1807)                          |                        |                                           |                                      |                                    |                                    |                                    |                                    |
|                                            |                         |                                                               |                        |                                           |                                      |                                    |                                    |                                    |                                    |
|                                            |                         |                                                               |                        | (Luneburgo anexou Grubenhagen em 1617)    |                                      |                                    |                                    |                                    |                                    |
|                                            |                         | Calemberga (2ª criação) (1634-1692) Designado Hanôver em 1692 |                        |                                           |                                      |                                    |                                    |                                    |                                    |
|                                            |                         |                                                               |                        |                                           |                                      |                                    |                                    |                                    |                                    |
| Eleitorado de Hanôver (1692-1866)          |                         |                                                               |                        |                                           |                                      |                                    |                                    |                                    |                                    |
| Anexado ao Reino de França                 |                         |                                                               |                        |                                           |                                      |                                    |                                    |                                    |                                    |
| Brunsvique (1813-1918)                     |                         |                                                               |                        |                                           |                                      |                                    |                                    |                                    |                                    |
| Anexado ao Reino de França                 |                         |                                                               |                        |                                           |                                      |                                    |                                    |                                    |                                    |

#### Os governantes
(Nota: Nesta tabela a numeração dos príncipes é a mesma para todos os principados/ducados, uma vez que todos se designaram Duques de Brunsvique-Luneburgo, apesar das diferentes partes de terra e as suas numerações particulares para os governantes. Os príncipes estão aqui numerados pelo ano de ascensão.)
| Governante | Governante | Nascimento                                     | Reinado                           | Morte                   | Parte                                                                                  | Consorte | Notas |
| --- | ---------- | ---------------------------------------------- | --------------------------------- | ----------------------- | -------------------------------------------------------------------------------------- | --- | --- |
| Otão I A Criança |            | 1204                                           | 1235-1252                         | 9 de junho de 1252      | Brunsvique-Luneburgo                                                                   | Matilde de Brandemburgo 1228 dez filhos | Neto de Henrique O Leão, fundou o ducado, sendo reconhecido como primeiro duque em 1235, por Frederico II do Sacro Império Romano-Germânico. |
| Alberto I O Alto |            | 1236                                           | 1252-1269                         | 15 de agosto de 1279    | Brunsvique-Luneburgo                                                                   | Isabel de Brabante 1254 sem filhos Aléxia de Monferrato 1263 sete filhos | Filhos de Otão I, partilharam o governo até 1269. |
| João I |            | 1242                                           | 1252-1269                         | 13 de dezembro de 1277  | Brunsvique-Luneburgo                                                                   | Lutgarda de Holstein-Itzehoe 1265 cinco filhos | Filhos de Otão I, partilharam o governo até 1269. |
| Todas as linhas da Casa de Guelfo tomaram para si o título de "Duque de Brunsvique-Luneburgo", entre a divisão de 1269 e o fim do Sacro Império Romano-Germânico, em 1806, sendo um título adicional aos que definiam a sua posse territorial (sempre e apenas uma parte do ducado dividido em 1269). Contudo, a tabela percorre as gerações de duques para lá do final do Império, até à deposição do último duque em 1918. |            |                                                |                                   |                         |                                                                                        | | |
| Alberto I O Alto |            | 1236                                           | 1269-1279                         | 15 de agosto de 1279    | Brunsvique                                                                             | Isabel de Brabante 1254 sem filhos Aléxia de Monferrato 1263 sete filhos | Em 1269 recebeu o Brunsvique. |
| João I |            | 1242                                           | 1269-1277                         | 13 de dezembro de 1277  | Luneburgo                                                                              | Lutgarda de Holstein-Itzehoe 1265 cinco filhos | Em 1269 recebeu o Luneburgo. |
| Alberto I , Duque de Brunsvique (regente) |            | 1236                                           | 1277-1279                         | 15 de agosto de 1279    | Luneburgo                                                                              | Isabel de Brabante 1254 sem filhos Aléxia de Monferrato 1263 sete filhos | Regentes em nome do sobrinho, Otão. |
| Conrado de Brunsvique-Luneburgo, Bispo de Verden (regente) |            | Antes de 1277                                  | 1277-1282                         | Depois de 1282          | Luneburgo                                                                              | Não casou | Regentes em nome do sobrinho, Otão. |
| Otão II O Rigoroso |            | 1266                                           | 1282-1330                         | 10 de abril de 1330     | Luneburgo                                                                              | Matilde da Baviera 1288 cinco filhos | O seu governo foi marcado por conflitos feudais. Restringiu os direitos dos cavaleiros e salvaguardou a ordem pública.. |
| Henrique I O Admirável |            | agosto de 1267                                 | 1279-1291                         | 7 de setembro de 1322   | Brunsvique                                                                             | Inês de Meissen 1282 dezasseis filhos | Filhos de Alberto I, governaram em conjunto. Em 1291 dividiram as terras: Henrique recebeu Grubenhagen; Guilherme, Volfembutel; e Alberto, Gotinga. Guilherme faleceu sem descendentes e Alberto reuniu os seus territórios aos do irmão. |
| Henrique I O Admirável | 1291-1322  | agosto de 1267                                 | Grubenhagen                       | 7 de setembro de 1322   |                                                                                        | Inês de Meissen 1282 dezasseis filhos | Filhos de Alberto I, governaram em conjunto. Em 1291 dividiram as terras: Henrique recebeu Grubenhagen; Guilherme, Volfembutel; e Alberto, Gotinga. Guilherme faleceu sem descendentes e Alberto reuniu os seus territórios aos do irmão. |
| Guilherme I |            | 1270                                           | 1279-1291                         | 30 de setembro de 1292  | Brunsvique                                                                             | Isabel de Hesse I 1290 sem filhos | Filhos de Alberto I, governaram em conjunto. Em 1291 dividiram as terras: Henrique recebeu Grubenhagen; Guilherme, Volfembutel; e Alberto, Gotinga. Guilherme faleceu sem descendentes e Alberto reuniu os seus territórios aos do irmão. |
| Guilherme I | 1291-1292  | 1270                                           | Volfembutel                       | 30 de setembro de 1292  |                                                                                        | Isabel de Hesse I 1290 sem filhos | Filhos de Alberto I, governaram em conjunto. Em 1291 dividiram as terras: Henrique recebeu Grubenhagen; Guilherme, Volfembutel; e Alberto, Gotinga. Guilherme faleceu sem descendentes e Alberto reuniu os seus territórios aos do irmão. |
| Alberto II O Gordo |            | 1268                                           | 1279-1291                         | 22 de setembro de 1318  | Brunsvique                                                                             | Riquilda de Mecklemburgo-Werle 1284 dez filhos | Filhos de Alberto I, governaram em conjunto. Em 1291 dividiram as terras: Henrique recebeu Grubenhagen; Guilherme, Volfembutel; e Alberto, Gotinga. Guilherme faleceu sem descendentes e Alberto reuniu os seus territórios aos do irmão. |
| Alberto II O Gordo | 1291-1292  | 1268                                           | Gotinga                           | 22 de setembro de 1318  |                                                                                        | Riquilda de Mecklemburgo-Werle 1284 dez filhos | Filhos de Alberto I, governaram em conjunto. Em 1291 dividiram as terras: Henrique recebeu Grubenhagen; Guilherme, Volfembutel; e Alberto, Gotinga. Guilherme faleceu sem descendentes e Alberto reuniu os seus territórios aos do irmão. |
| Alberto II O Gordo | 1292-1318  | 1268                                           | Gotinga e Volfembutel             | 22 de setembro de 1318  |                                                                                        | Riquilda de Mecklemburgo-Werle 1284 dez filhos | Filhos de Alberto I, governaram em conjunto. Em 1291 dividiram as terras: Henrique recebeu Grubenhagen; Guilherme, Volfembutel; e Alberto, Gotinga. Guilherme faleceu sem descendentes e Alberto reuniu os seus territórios aos do irmão. |
| Otão III O Gentil |            | 24 de junho de 1292                            | 1318-1344                         | 30 de agosto de 1344    | Gotinga e Volfembutel                                                                  | Judite de Hesse 1311 sem filhos Inês de Brandemburgo-Salzwedel 1319 no children | Filhos de Alberto II, governaram em conjunto. Após a morte de Otão, os irmãos Magno e Ernesto dividiram a terra: o primeiro recebeu Volfembutel e o segundo Gotinga. |
| Magno I O Piedoso |            | 1304                                           | 1318-1344                         | 1369                    | Gotinga e Volfembutel                                                                  | Sofia de Brandemburgo-Stendal 1327 oito filhos | Filhos de Alberto II, governaram em conjunto. Após a morte de Otão, os irmãos Magno e Ernesto dividiram a terra: o primeiro recebeu Volfembutel e o segundo Gotinga. |
| Magno I O Piedoso | 1344-1369  | 1304                                           | Volfembutel                       | 1369                    |                                                                                        | Sofia de Brandemburgo-Stendal 1327 oito filhos | Filhos de Alberto II, governaram em conjunto. Após a morte de Otão, os irmãos Magno e Ernesto dividiram a terra: o primeiro recebeu Volfembutel e o segundo Gotinga. |
| Ernesto I |            | 1305                                           | 1318-1344                         | 24 de abril de 1367     | Gotinga e Volfembutel                                                                  | Isabel de Hesse II 1337 three children | Filhos de Alberto II, governaram em conjunto. Após a morte de Otão, os irmãos Magno e Ernesto dividiram a terra: o primeiro recebeu Volfembutel e o segundo Gotinga. |
| Ernesto I | 1344-1367  | 1305                                           | Gotinga                           | 24 de abril de 1367     |                                                                                        | Isabel de Hesse II 1337 three children | Filhos de Alberto II, governaram em conjunto. Após a morte de Otão, os irmãos Magno e Ernesto dividiram a terra: o primeiro recebeu Volfembutel e o segundo Gotinga. |
| Henrique II |            | Antes de 1296                                  | 1322-1351                         | Depois de 1351          | Grubenhagen                                                                            | Judite de Brandemburgo-Stendal 1318 quatro filhos Helvis de Ibelin 1324 seis filhos | Filhos de Henrique I, governaram em conjunto. |
| Ernesto II |            | 1297                                           | 1322-1361                         | 9 de março de 1361      | Grubenhagen                                                                            | Adelaide de Everstein-Polle junho de 1335 nove filhos | Filhos de Henrique I, governaram em conjunto. |
| Guilherme II |            | 1298                                           | 1322-1360                         | 1360                    | Grubenhagen                                                                            | Não casou | Filhos de Henrique I, governaram em conjunto. |
| João II |            | Antes de 1296                                  | 1322-1325                         | Depois de 1367          | Grubenhagen                                                                            | Não casou | Filhos de Henrique I, governaram em conjunto. |
| Otão IV |            | 1296                                           | 1330-1352                         | 19 de agosto de 1352    | Luneburgo                                                                              | Matilde de Mecklemburgo 1311 três filhos | Filhos de Otão II, governaram em conjunto. Depois da morte de Otão, Guilherme continuou a governar sozinho. A sua morte em descendentes precipitou a Guerra de Sucessão do Luneburgo, em 1370. |
| Guilherme III O Velho |            | c.1300                                         | 1330-1369                         | 23 de novembro de 1369  | Luneburgo                                                                              | Edviges de Ravensberg 7 de abril de 1328 um filho Maria Depois de 1387 um filho Sofia de Anhalt-Bermburgo 12 de março de 1346 sem filhos Inês de Saxe-Lauemburgo 1363 sem filhos                     | Filhos de Otão II, governaram em conjunto. Depois da morte de Otão, Guilherme continuou a governar sozinho. A sua morte em descendentes precipitou a Guerra de Sucessão do Luneburgo, em 1370. |
| Alberto III |            | c.1339                                         | 1361-1383                         | 1383                    | Grubenhagen                                                                            | Inês de Brunsvique-Luneburgo c.1380? one child | Filhos de Ernesto II, governaram em conjunto. João abdicou em 1364 para se juntar ao clero e Alberto passou a governar sozinho. |
| João III |            | c.1339                                         | 1361-1364                         | 18 de janeiro de 1401   | Grubenhagen                                                                            | Não casou | Filhos de Ernesto II, governaram em conjunto. João abdicou em 1364 para se juntar ao clero e Alberto passou a governar sozinho. |
| Otão V O Mau |            | 1330                                           | 1367-1394                         | 13 de novembro de 1394  | Gotinga                                                                                | Margarida de Jülich-Berg 1379 dois filhos | |
| Magno II O do Colar (Torquatus) |            | 1304                                           | 1369-1373                         | 25 de julho de 1373     | Luneburgo e Volfembutel                                                                | Catarina de Anhalt-Bermburgo 1327 oito filhos | Herdou o Volfembutel do pai. Contudo, a Guerra de Sucessão do Luneburgo permitiu a que sucedesse também neste ducado. Contudo, a sua morte trouxe os duques de Saxe-Wittenberg para o governo do Luneburgo. |
| Frederico I |            | 1357                                           | 1373-1400                         | 5 de junho de 1400      | Volfembutel                                                                            | Ana de Saxe-Wittenberg 1386 dois filhos | De acordo com o tratado realizado em Hanôver, casou com a filha do Duque Venceslau de Saxe-Wittenberg. |
| Após a morte de Magno II, foi assinado um pacto entre a viúva deste e os filhos e os reclamantes do ducado, Alberto de Saxe-Wittenberg e o tio, Venceslau, Duque de Saxe-Wittenberg: os estados do Principado deveriam render vassalagem aos Guelfos e aos Ascânios, e as duas casas governariam o Luneburgo de forma alternada: de início, a terra seria dada aos Ascânios, e após a morte destes reverteria para os filhos do malogrado Magno. Com a morte destes, Luneburgo reverteria para os Ascânios, e assim sucessivamente. Para assinalar o acordo, em 1374 Alberto desposou a viúva de Magno, Catarina. O pacto também incluía uma espécie de corpo representativo de ambas as casas, que deveriam assegurar a alternância governativa. Contudo, após 1388 o Luneburgo não voltaria aos Ascânios. |            |                                                |                                   |                         |                                                                                        | | |
| Alberto IV (Ascânios) |            | Antes de 1350                                  | 1373-1385                         | 28 de junho de 1385     | Luneburgo                                                                              | Catarina de Anhalt-Bermburgo 10 de novembro de 1373 Hanover 11 de julho de 1374 Celle um filho | Herdou o Luneburgo como filho de Isabel, filha de Guilherme O Velho. Reforçou ainda mais a sua reivindicação casando com a viúva do duque anterior. Alberto trasladou a capital de Luneburgo para Celle após a destruição do Castelo de Luneburgo. Sem descendentes masculinos, o seu tio Venceslau tomou o controlo total do ducado. |
| Venceslau I (Ascânios) |            | 1337                                           | 1373-1388                         | 15 de maio de 1388      | Luneburgo                                                                              | Cecilia da Carrara 23 de janeiro de 1376 seis filhos | Tomou as rédeas do governo do Luneburgo após a morte do sobrinho, durante o governo do qual era somente um co-governante. Á sua morte, e de acordo com o pacto, o principado voltou para os Guelfos. |
| Pouco antes de morrer, Venceslau havia associado o seu genro, Bernardo (um dos filhos de Magno II), como co-governante. Porém o irmão deste, Henrique, não concordou com este tipo de governo, e após tentativas vãs para chegar a um acordo, iniciou-se uma guerra na primavera de 1388. Venceslau juntou um exército, apoiado pela cidade de Luneburgo. Ele queria, a partir de Winsen an der Aller, atacar Celle, cidade detida por Henrique e a sua mãe. Contudo, durante os preparativos, Venceslau caiu doente e faleceu pouco depois. Mas o falecimento não causou a queda da causa ascânia: Luneburgo formou alianças com o Bispado de Minden e o Conde de Schaumburgo e formou um exército, derrotado a 28 de maio de 1388, em Winsen an der Aller; Henrique, vitorioso, assumiu as rédeas do ducado e em 1389 quebrou de vez o tratado com os Ascânios, assegurando defintivamente o Luneburgo para os Guelfos. |            |                                                |                                   |                         |                                                                                        | | |
| Frederico I de Brunsvique-Osterode (regente) |            | c.1350                                         | 1383-1401                         | c.1421                  | Grubenhagen                                                                            | Adelaide de Anhalt-Zerbst c.1395? um filho | Irmão de Alberto III, regente em nome do sobrinho, Érico. |
| Érico I O Vencedor |            | c.1383                                         | 1401-1427                         | 28 de maio de 1427      | Grubenhagen                                                                            | Isabel de Brunsvique-Gotinga seis filhos | |
| Henrique III O Gentil |            | 1355                                           | 1388-1400                         | 14 de outubro de 1416   | Luneburgo                                                                              | Sofia da Pomerânia 11 de novembro de 1388 dois filhos Margarida de Hesse 30 de janeiro de 1409 um filho                                                                                              | Filhos de Magno II, governaram em conjunto. Recuperaram o Luneburgo do controlo ascânio, e, em 1400, herdaram também o Volfembutel. EM 1416 dividram as terras: Henrique reteve o Luneburgo, Bernardo recebeu o Volfembutel. Em 1428 Bernardo faria um escambo, com os seus sobrinhos, de Volfembutel pelo Luneburgo que fora do seu irmão. |
| Henrique III O Gentil | 1400-1409  | 1355                                           | Luneburgo e Volfembutel           | 14 de outubro de 1416   |                                                                                        | Sofia da Pomerânia 11 de novembro de 1388 dois filhos Margarida de Hesse 30 de janeiro de 1409 um filho                                                                                              | Filhos de Magno II, governaram em conjunto. Recuperaram o Luneburgo do controlo ascânio, e, em 1400, herdaram também o Volfembutel. EM 1416 dividram as terras: Henrique reteve o Luneburgo, Bernardo recebeu o Volfembutel. Em 1428 Bernardo faria um escambo, com os seus sobrinhos, de Volfembutel pelo Luneburgo que fora do seu irmão. |
| Henrique III O Gentil | 1409-1416  | 1355                                           | Luneburgo                         | 14 de outubro de 1416   |                                                                                        | Sofia da Pomerânia 11 de novembro de 1388 dois filhos Margarida de Hesse 30 de janeiro de 1409 um filho                                                                                              | Filhos de Magno II, governaram em conjunto. Recuperaram o Luneburgo do controlo ascânio, e, em 1400, herdaram também o Volfembutel. EM 1416 dividram as terras: Henrique reteve o Luneburgo, Bernardo recebeu o Volfembutel. Em 1428 Bernardo faria um escambo, com os seus sobrinhos, de Volfembutel pelo Luneburgo que fora do seu irmão. |
| Bernardo I |            | Entre 1358 e 1364                              | 1388-1400                         | 11 de junho de 1434     | Luneburgo                                                                              | Margarida de Saxe-Wittenberg 1386 três filhos | Filhos de Magno II, governaram em conjunto. Recuperaram o Luneburgo do controlo ascânio, e, em 1400, herdaram também o Volfembutel. EM 1416 dividram as terras: Henrique reteve o Luneburgo, Bernardo recebeu o Volfembutel. Em 1428 Bernardo faria um escambo, com os seus sobrinhos, de Volfembutel pelo Luneburgo que fora do seu irmão. |
| Bernardo I | 1400-1409  | Entre 1358 e 1364                              | Luneburgo e Volfembutel           | 11 de junho de 1434     |                                                                                        | Margarida de Saxe-Wittenberg 1386 três filhos | Filhos de Magno II, governaram em conjunto. Recuperaram o Luneburgo do controlo ascânio, e, em 1400, herdaram também o Volfembutel. EM 1416 dividram as terras: Henrique reteve o Luneburgo, Bernardo recebeu o Volfembutel. Em 1428 Bernardo faria um escambo, com os seus sobrinhos, de Volfembutel pelo Luneburgo que fora do seu irmão. |
| Bernardo I | 1409-1428  | Entre 1358 e 1364                              | Volfembutel                       | 11 de junho de 1434     |                                                                                        | Margarida de Saxe-Wittenberg 1386 três filhos | Filhos de Magno II, governaram em conjunto. Recuperaram o Luneburgo do controlo ascânio, e, em 1400, herdaram também o Volfembutel. EM 1416 dividram as terras: Henrique reteve o Luneburgo, Bernardo recebeu o Volfembutel. Em 1428 Bernardo faria um escambo, com os seus sobrinhos, de Volfembutel pelo Luneburgo que fora do seu irmão. |
| Otão VI O Caolho |            | 1380                                           | 1394-1463                         | 6 de fevereiro de 1463  | Gotinga                                                                                | Inês de Hesse 1408 um filho | Faleceu sem descendentes. Gotinga foi anexada ao Principado de Calemberga. |
| Guilherme IV O Vitorioso |            | 1392                                           | 1416-1428                         | 25 de julho de 1482     | Luneburgo                                                                              | Cecília de Brandemburgo 30 de maio/6 de junho de 1423 Berlim dois filhos Matilde de Holstein-Schauemburgo-Pinneberg 1466 um filho                                                                    | Filhos de Henrique III, governaram em conjunto. Em 1428 fizeram escambo com o tio, Bernardo I, e passaram a governar no Volfembutel. Em 1432, Guilherme fundou para si o Principado de Calemberga e deixou para o seu irmão o restante Volfembutel, que acabou por herdar após a morte de Henrique em 1473, sem herdeiros. Em 1463, anexou o Principado de Gotinga a Calemberga. |
| Guilherme IV O Vitorioso | 1428-1432  | 1392                                           | Volfembutel                       | 25 de julho de 1482     |                                                                                        | Cecília de Brandemburgo 30 de maio/6 de junho de 1423 Berlim dois filhos Matilde de Holstein-Schauemburgo-Pinneberg 1466 um filho                                                                    | Filhos de Henrique III, governaram em conjunto. Em 1428 fizeram escambo com o tio, Bernardo I, e passaram a governar no Volfembutel. Em 1432, Guilherme fundou para si o Principado de Calemberga e deixou para o seu irmão o restante Volfembutel, que acabou por herdar após a morte de Henrique em 1473, sem herdeiros. Em 1463, anexou o Principado de Gotinga a Calemberga. |
| Guilherme IV O Vitorioso | 1432-1482  | 1392                                           | Gotinga e Calemberga              | 25 de julho de 1482     |                                                                                        | Cecília de Brandemburgo 30 de maio/6 de junho de 1423 Berlim dois filhos Matilde de Holstein-Schauemburgo-Pinneberg 1466 um filho                                                                    | Filhos de Henrique III, governaram em conjunto. Em 1428 fizeram escambo com o tio, Bernardo I, e passaram a governar no Volfembutel. Em 1432, Guilherme fundou para si o Principado de Calemberga e deixou para o seu irmão o restante Volfembutel, que acabou por herdar após a morte de Henrique em 1473, sem herdeiros. Em 1463, anexou o Principado de Gotinga a Calemberga. |
| Guilherme IV O Vitorioso | 1473-1482  | 1392                                           | Volfembutel                       | 25 de julho de 1482     |                                                                                        | Cecília de Brandemburgo 30 de maio/6 de junho de 1423 Berlim dois filhos Matilde de Holstein-Schauemburgo-Pinneberg 1466 um filho                                                                    | Filhos de Henrique III, governaram em conjunto. Em 1428 fizeram escambo com o tio, Bernardo I, e passaram a governar no Volfembutel. Em 1432, Guilherme fundou para si o Principado de Calemberga e deixou para o seu irmão o restante Volfembutel, que acabou por herdar após a morte de Henrique em 1473, sem herdeiros. Em 1463, anexou o Principado de Gotinga a Calemberga. |
| Henrique IV O Pacífico |            | 1411                                           | 1416-1428                         | 7 de dezembro de 1473   | Luneburgo                                                                              | Helena de Clèves 1436 um filho | Filhos de Henrique III, governaram em conjunto. Em 1428 fizeram escambo com o tio, Bernardo I, e passaram a governar no Volfembutel. Em 1432, Guilherme fundou para si o Principado de Calemberga e deixou para o seu irmão o restante Volfembutel, que acabou por herdar após a morte de Henrique em 1473, sem herdeiros. Em 1463, anexou o Principado de Gotinga a Calemberga. |
| Henrique IV O Pacífico | 1428-1473  | 1411                                           | Volfembutel                       | 7 de dezembro de 1473   |                                                                                        | Helena de Clèves 1436 um filho | Filhos de Henrique III, governaram em conjunto. Em 1428 fizeram escambo com o tio, Bernardo I, e passaram a governar no Volfembutel. Em 1432, Guilherme fundou para si o Principado de Calemberga e deixou para o seu irmão o restante Volfembutel, que acabou por herdar após a morte de Henrique em 1473, sem herdeiros. Em 1463, anexou o Principado de Gotinga a Calemberga. |
| Henrique V |            | 1416                                           | 1427-1464                         | 20 de dezembro de 1464  | Grubenhagen (Parte 1 desde 1440)                                                       | Margarida de Żagań antes de 27 de junho de 1457 dois filhos | Em 1440 dividiu o Grubenhagen com o seu irmão Alberto. |
| Bernardo I |            | Entre 1358 e 1364                              | 1428-1434                         | 11 de junho de 1434     | Luneburgo                                                                              | Margarida de Saxe-Wittenberg 1386 três filhos | Em 1428 Bernardo passou a governar o Luneburgo. |
| Otão VII O Coxo |            | c.1418                                         | 1434-1446                         | 1446                    | Luneburgo                                                                              | Isabel de Eberstein 1425 um filho | Governaram em conjunto. O governo ficou marcado pela construção do Castelo de Celle, e por numerosas reformas que melhoraram as condições dos camponeses face aos seus senhores. Em 1457, Frederico abdica para os filhos. |
| Frederico II O Piedoso |            | 1418                                           | 1434-1457                         | 19 de março de 1478     | Luneburgo                                                                              | Madalena de Brandemburgo 3 de julho de 1429 Tangermünde três filhos | Governaram em conjunto. O governo ficou marcado pela construção do Castelo de Celle, e por numerosas reformas que melhoraram as condições dos camponeses face aos seus senhores. Em 1457, Frederico abdica para os filhos. |
| Alberto V |            | 1 de novembro de 1419                          | 1440-1485                         | 15 de agosto de 1485    | Grubenhagen (Parte 2)                                                                  | Isabel de Waldeck 15 de outubro de 1471 dois filhos | Em 1440 recebeu uma parte de Grubenhagen. |
| Bernardo II |            | 1437                                           | 1457-1464                         | 1464                    | Luneburgo                                                                              | Não casou | Filhos de Frederico II, governaram em conjunto. Bernardo era também Bispo de Hildesheim. Otão governa sozinho após a morte do irmão em 1464. |
| Otão VIII O Magnânimo |            | 1439                                           | 1457-1471                         | 9 January 1471          | Luneburgo                                                                              | Ana de Nassau-Dilemburgo 25 de setembro de 1467 Celle dois filhos | Filhos de Frederico II, governaram em conjunto. Bernardo era também Bispo de Hildesheim. Otão governa sozinho após a morte do irmão em 1464. |
| Alberto V, Duque de Brunsvique-Grubenhagen (regente) |            | 1 de novembro de 1419                          | 1464-1479                         | 15 de agosto de 1485    | Grubenhagen (Parte 1)                                                                  | Isabel de Waldeck 15 de outubro de 1471 dois filhos | Regente em nome do sobrinho, Henrique.. |
| Henrique VI |            | 1460                                           | 1479-1526                         | 6 de dezembro de 1526   | Grubenhagen (Parte 1)                                                                  | Elisabeth of Saxe-Lauenburg 26 August 1494 Einbeck no children | Com o seu tio Alberto V, oficializou a divisão do Grubenhagen. Contudo a sua morte sem descendência permitiu aos seus primos, filhos de Alberto, a reunião do ducado. |
| Frederico II O Piedoso |            | 1418                                           | 1471-1478                         | 19 de março de 1478     | Luneburgo                                                                              | Madalena de Brandemburgo 3 de julho de 1429 Tangermünde três filhos | Regressa ao trono após a morte do filho, Otão VIII. |
| Ana de Nassau-Dilemburgo (regente) |            | 1441                                           | 1478-1486                         | 8 de abril de 1513      | Luneburgo                                                                              | Otão VIII 25 de setembro de 1467 Celle dois filhos Filipe I, Conde de Katzenelnbogen 1474 sem filhos                                                                                                 | Regente em nome do filho, após a morte do sogro. |
| Henrique VII O Médio |            | 15 de setembro de 1468                         | 1486-1520                         | 19 de fevereiro de 1532 | Luneburgo                                                                              | Margarida da Saxónia 27 de fevereiro de 1487 Celle sete filhos Anna von Camp c.1528? sem filhos | Opôs-se ao recém-eleito Carlos V, Sacro Imperador Romano-Germânico, o que lhe valeu a deposição. O Imperador daria o ducado aos filhos de Henrique. |
| Frederico III O Turbulento |            | 1424                                           | 1482-1485                         | 5 de março de 1495      | Calemberga                                                                             | Ana de Brunswick-Grubenhagen depois de 1460 sem filhos Margarida de Rietberg 10 de maio de 1483 sem filhos                                                                                           | Foi preso pelo irmão, Guilherme, que tomou o seu lugar no poder. |
| Guilherme V O Jovem |            | 1425                                           | 1482-1485                         | 7 de julho de 1503      | Volfembutel                                                                            | Isabel de Stolberg-Wernigerode 1444 três filhos | Herdou o Volfembutel do seu pai, e juntou Calemberga aos seus domínios após prender o irmão. Abdicou das suas posses para os filhos em 1491. |
| Guilherme V O Jovem | 1485-1491  | 1425                                           | Volfembutel e Calemberga          | 7 de julho de 1503      |                                                                                        | Isabel de Stolberg-Wernigerode 1444 três filhos | Herdou o Volfembutel do seu pai, e juntou Calemberga aos seus domínios após prender o irmão. Abdicou das suas posses para os filhos em 1491. |
| Filipe I |            | 1476                                           | 1485-1551                         | 4 de setembro de 1551   | Grubenhagen (Parte 2 até 1526)                                                         | Desconhecida antes de 1509 um filho Catarina de Mansfeld-Vorderort c.1510? nove filhos | Filho de Alberto V, reuniu o Grubenhagen em 1526. |
| Henrique VIII O Velho |            | 14 de junho de 1463                            | 1491-1494                         | 23 de junho de 1514     | Volfembutel e Calemberga                                                               | Catarina da Pomerânia-Wolgast 1486 nove filhos | Filhos de Guilherme V, governaram em conjunto. Em 1494 dividiram as posses: Henrique recebeu Volfembutel e Érico Calemberga. |
| Henrique VIII O Velho | 1494-1514  | 14 de junho de 1463                            | Volfembutel                       | 23 de junho de 1514     |                                                                                        | Catarina da Pomerânia-Wolgast 1486 nove filhos | Filhos de Guilherme V, governaram em conjunto. Em 1494 dividiram as posses: Henrique recebeu Volfembutel e Érico Calemberga. |
| Érico II O Velho |            | 16 de fevereiro de 1470                        | 1491-1494                         | 30 de julho de 1540     | Volfembutel e Calemberga                                                               | Catarina da Saxónia 1496/7 sem filhos Isabel de Brandemburgo 7 de julho de 1525 Stettin quatro filhos                                                                                                | Filhos de Guilherme V, governaram em conjunto. Em 1494 dividiram as posses: Henrique recebeu Volfembutel e Érico Calemberga. |
| Érico II O Velho | 1494-1540  | 16 de fevereiro de 1470                        | Calemberga                        | 30 de julho de 1540     |                                                                                        | Catarina da Saxónia 1496/7 sem filhos Isabel de Brandemburgo 7 de julho de 1525 Stettin quatro filhos                                                                                                | Filhos de Guilherme V, governaram em conjunto. Em 1494 dividiram as posses: Henrique recebeu Volfembutel e Érico Calemberga. |
| Henrique IX O Jovem |            | 10 de novembro de 1489                         | 1514-1568                         | 11 de junho de 1568     | Volfembutel                                                                            | Maria de Württemberg 1515 oito filhos Sofia da Polónia 22/25 de fevereiro de 1556 sem filhos | Foi o último Católico da sua família. Era um grande oponente dos Luteranos e um importante membro da força católica que se opunha à Liga Esmalcalda, luterana. |
| Otão IX |            | 24 de agosto de 1495                           | 1520-1527                         | 11 de agosto de 1549    | Luneburgo                                                                              | Meta von Camp 1527 sete filhos | Filhos de Henrique VII, governaram em conjunto. Otão abdicou em 1527 para fundar o seu senhorio em Harburgo, que passou aos seus descendentes. Ernesto era um campeão da causa Protestante, durante os primeiros anos da Reforma. Francisco começou o governo em conjunto em 1536, mas logo em 1539 abdicou para, à semelhança de Otão, criar um senhorio próprio, em Gifhorn. Contudo, este senhorio regressou ao Luneburgo após a morte de Francisco, por falta de herdeiros masculinos.                    |
| Ernesto III O Confessor |            | 27 de junho de 1497                            | 1520-1546                         | 11 de janeiro de 1546   | Luneburgo                                                                              | Sofia de Mecklemburgo-Schwerin 2 de junho de 1528 Schwerin sete filhos | Filhos de Henrique VII, governaram em conjunto. Otão abdicou em 1527 para fundar o seu senhorio em Harburgo, que passou aos seus descendentes. Ernesto era um campeão da causa Protestante, durante os primeiros anos da Reforma. Francisco começou o governo em conjunto em 1536, mas logo em 1539 abdicou para, à semelhança de Otão, criar um senhorio próprio, em Gifhorn. Contudo, este senhorio regressou ao Luneburgo após a morte de Francisco, por falta de herdeiros masculinos.                    |
| Francisco I |            | 23 de novembro de 1508                         | 1536-1539                         | 23 de novembro de 1549  | Luneburgo                                                                              | Clara de Saxe-Lauemburgo 29 de setembro de 1547 Amt Neuhaus dois filhos | Filhos de Henrique VII, governaram em conjunto. Otão abdicou em 1527 para fundar o seu senhorio em Harburgo, que passou aos seus descendentes. Ernesto era um campeão da causa Protestante, durante os primeiros anos da Reforma. Francisco começou o governo em conjunto em 1536, mas logo em 1539 abdicou para, à semelhança de Otão, criar um senhorio próprio, em Gifhorn. Contudo, este senhorio regressou ao Luneburgo após a morte de Francisco, por falta de herdeiros masculinos.                    |
| Governo interino: 1546-1555 |            |                                                |                                   |                         |                                                                                        | | |
| Isabel de Brandemburgo (regente) |            | 24 de agosto de 1510                           | 1540-1545                         | 25 de maio de 1558      | Calemberga                                                                             | Érico II 7 de julho de 1525 Stettin quatro filhos Popo XII de Henneberg 1546 sem filhos | Regente em nome do filho, Érico. Designada Princesa da Reforma, implementou-a em Calemberga . Também escreveu um "manual de governo" para o seu filho Érico, com conselhos importantes que deveriam servir-lhe de guia. |
| Filipe I, Landgrave de Hesse (regente) |            | 13 de novembro de 1504                         | 1540-1545                         | 31 de março de 1567     | Calemberga                                                                             | Cristina da Saxónia 11 de dezembro de 1523 Dresden dez filhos Margarethe von der Saale 4 de março de 1540 (morganático e bígamo) nove filhos                                                         | Regente em nome de Érico III. |
| Érico III |            | 10 de agosto de 1528                           | 1545-1584                         | 17 de novembro de 1584  | Calemberga                                                                             | Sidónia da Saxónia 17 de maio de 1545 Hann. Münden sem filhos Doroteia de Lorena 26 de novembro de 1575 Nancy sem filhos                                                                             | Não deixou descendência, e Calemberga foi anexada a Volfembutel. |
| Ernesto IV |            | 17 de dezembro de 1518                         | 1551-1567                         | 2 de abril de 1567      | Grubenhagen                                                                            | Margarida da Pomerânia-Wolgast 9 de outubro de 1547 Wolgast um filho | Não deixou descendentes, e foi sucedido pelo seu irmão Wolfgang. |
| Francisco Otão |            | 20 de junho de 1530                            | 1555-1559                         | 29 de abril de 1559     | Luneburgo                                                                              | Isabel Madalena de Brandemburgo 1559 sem filhos | Não deixou descendentes. O ducado passou para os irmãos. |
| Henrique X |            | 1533                                           | 1559-1569                         | 19 de janeiro de 1598   | Luneburgo                                                                              | Úrsula de Saxe-Lauemburgo 1569 sete filhos | Irmãos de Francisco Otão, governaram em conjunto. Em 1569, Henrique criou para si o ducado com sede em Dannenberg, que deixou aso seus descendentes. Guilherme governou sozinho a partir de 1569. |
| Guilherme VI O Jovem |            | 4 de julho de 1535                             | 1559-1592                         | 20 de agosto de 1592    | Luneburgo                                                                              | Doroteia da Dinamarca 12 de outubro de 1561 quinze filhos | Irmãos de Francisco Otão, governaram em conjunto. Em 1569, Henrique criou para si o ducado com sede em Dannenberg, que deixou aso seus descendentes. Guilherme governou sozinho a partir de 1569. |
| Wolfgang |            | 6 de abril de 1531                             | 1567-1595                         | 14 de maio de 1595      | Grubenhagen                                                                            | Doroteia de Saxe-Lauemburgo 10 de dezembro de 1570 Osterode am Harz sem filhos | Como muito dos antecessores, teve problemas financeiros, pelo que se viu forçado a vender ou penhorar várias partes do seu domínios, e exigir impostos elevados. Não deixou descendentes, e Grubenhagen foi herdado pelo irmão, Filipe. |
| Júlio I |            | 29 de junho de 1528                            | 1568-1584                         | 3 de maio de 1589       | Volfembutel                                                                            | Edviges de Brandemburgo 25 de fevereiro de 1560 Cölln onze filhos | Em 1584 anexou Calemberga. Adotou a Reforma Protestante, estabeleceu a Universidade de Helmstedt, e introduziu uma sérire de reformas administrativas. Júlio foi um dos mais importantes duques da Era Moderna. |
| Júlio I | 1584-1589  | 29 de junho de 1528                            | Volfembutel e Calemberga          | 3 de maio de 1589       |                                                                                        | Edviges de Brandemburgo 25 de fevereiro de 1560 Cölln onze filhos | Em 1584 anexou Calemberga. Adotou a Reforma Protestante, estabeleceu a Universidade de Helmstedt, e introduziu uma sérire de reformas administrativas. Júlio foi um dos mais importantes duques da Era Moderna. |
| Ernesto V |            | 31 de dezembro de 1564                         | 1592-1611                         | 2 de março de 1611      | Luneburgo                                                                              | Não casou | Não deixou descendência. A terra foi herdada pelo irmão, Cristiano. |
| Filipe II |            | 2 de maio de 1533                              | 1595-1596                         | 4 de abril de 1596      | Grubenhagen                                                                            | Clara de Brunsvique-Volfembutel 1 de julho de 1560 Volfembutel sem filhos | Não deixou descendentes. Por falta de herdeiros, Grubenhagen foi anexado a Volfembutel. |
| Henrique Júlio |            | 15 de outubro de 1564                          | 1589-1613                         | 30 de julho de 1613     | Volfembutel e Calemberga (até 1596) Volfembutel, Calemberga e Grubenhagen (desde 1596) | Doroteia da Saxónia 26 de setembro de 1585 Volfembutel um filho Isabel da Dinamarca 19 de abril de 1590 Cölln dez filhos                                                                             | Em 1596 ocupou o Grubenhagen. |
| Frederico Ulrico |            | 5 de abril de 1591                             | 1613-1616                         | 11 de agosto de 1634    | Volfembutel, Calemberga eGrubenhagen                                                   | Ana Sofia de Brandemburgo 4 de setembro de 1614 Volfembutel sem filhos | O seu alcoolismo e maus atos derivados,levou a que fosse deposto pela mãe, que tomou a regência em seu nome. |
| Isabel da Dinamarca (regente) |            | 25 de agosto de 1573                           | 1616-1622                         | 19 de julho de 1625     | Volfembutel, Calemberga eGrubenhagen (até 1617) Volfembutel e Calemberga (desde 1617)  | Henrique Júlio 19 de abril de 1590 Cölln dez filhos | Com a ajuda do seu irmão, Cristiano IV da Dinamarca, conseguiu depor o filho, e tomar o seu lugar na governação, embora em nome dele. Em 1617, no entanto, perdeu o Grubenhagen para o Luneburgo. Deixou as tarefas de governo a Anton von Streithorst, que quase levou o ducado à ruína por ter cunhado moedas em metais baratos, causando inflação. Devido à má situação da terra, Cristiano voltou a intervir, colocando Frederico Ulrico de novo no seu lugar de direito.                                 |
| Cristiano I O Velho |            | 9 de novembro de 1566                          | 1611-1617                         | 8 de novembro de 1633   | Luneburgo                                                                              | Não casou | Em 1617 anexou (deifnitivamente) o Grubenhagen, subtraindo-o ao Volfembutel-Calemberga. Não deixou descendentes. O ducado passou para o irmão, Augusto. |
| Cristiano I O Velho | 1617-1633  | 9 de novembro de 1566                          | Luneburgo e Grubenhagen           | 8 de novembro de 1633   |                                                                                        | Não casou | Em 1617 anexou (deifnitivamente) o Grubenhagen, subtraindo-o ao Volfembutel-Calemberga. Não deixou descendentes. O ducado passou para o irmão, Augusto. |
| Frederico Ulrico |            | 5 de abril de 1591                             | 1622-1634                         | 11 de agosto de 1634    | Volfembutel e Calemberga                                                               | Ana Sofia de Brandemburgo 4 de setembro de 1614 Volfembutel sem filhos | Não deixou descendência. As suas terras passaram as as linhagens colaterais dos Guelfos de Luneburgo. |
| Augusto I O Velho |            | 18 de novembro de 1568                         | 1633-1636                         | 1 de outubro de 1636    | Luneburgo (e Grubenhagen)                                                              | Não casou | Não deixou descendentes. O ducado passou para o irmão, Frederico IV. |
| Jorge I |            | 17 de fevereiro de 1582                        | 1634-1641                         | 12 de abril de 1670     | Calemberga                                                                             | Ana Leonor de Hesse-Darmstadt 14 de dezembro de 1617 Darmstadt oito filhos | Filho mais novo de Guilherme VI, herdou Calemberga do primo, Frederico Ulrico. Abdicou para o filho em 1641. |
| Augusto II O Jovem |            | 10 de abril de 1579                            | 1634-1666                         | 17 de setembro de 1666  | Volfembutel                                                                            | Clara Maria da Pomerânia-Barth 13 de dezembro de 1607 Strelitz dois filhos Doroteia de Anhalt-Zerbst 26 de outubro de 1623 Zerbst cinco filhos Sofia Isabel de Mecklemburgo-Güstrow 1635 dois filhos | Filho mais novo de Henrique X, herdou o Volfembutel do primo, Frederico Ulrico. Em 1643 trasladou a capital para Volfembutel, fundou ainda o teatro barroco e a Bibliotheca Augusta. |
| Frederico IV |            | 28 de agosto de 1574                           | 1636-1648                         | 10 de dezembro de 1648  | Luneburgo (e Grubenhagen)                                                              | Não casou | Não deixou descendentes. O ducado passou para o Cristiano Luís, filho do seu irmão Jorge I. |
| Cristiano Luís |            | 25 de fevereiro de 1622                        | 1641-1648                         | 15 de março de 1665     | Calemberga                                                                             | Sofia Doroteia de Schleswig-Holstein-Sonderburg-Glücksburg 9 de outubro de 1653 sem filhos | Abdicou para o irmão, Jorge Guilherme, para tomar a herança do tio no Luneburgo. |
| Cristiano Luís | 1648-1665  | 25 de fevereiro de 1622                        | Luneburgo                         | 15 de março de 1665     |                                                                                        | Sofia Doroteia de Schleswig-Holstein-Sonderburg-Glücksburg 9 de outubro de 1653 sem filhos | Abdicou para o irmão, Jorge Guilherme, para tomar a herança do tio no Luneburgo. |
| Jorge Guilherme |            | 26 de janeiro de 1624                          | 1648-1665                         | 28 de agosto de 1705    | Calemberga                                                                             | Éléonore Desmier d'Olbreuse 1676 one child | Abdicou para o irmão para tomar a herança de Cristiano Luís (também seu irmão) no Luneburgo. À sua morte o ducado passou para o genro, o Eleitor de Hanôver. |
| Jorge Guilherme | 1665-1705  | 26 de janeiro de 1624                          | Luneburgo                         | 28 de agosto de 1705    |                                                                                        | Éléonore Desmier d'Olbreuse 1676 one child | Abdicou para o irmão para tomar a herança de Cristiano Luís (também seu irmão) no Luneburgo. À sua morte o ducado passou para o genro, o Eleitor de Hanôver. |
| Rodolfo Augusto |            | 16 de maio de 1627                             | 1666-1704                         | 26 de janeiro de 1704   | Volfembutel                                                                            | Cristiana Isabel de Barby-Mühlingen 1650 três filhos Rosina Isabel Menthe 1681 (morganático) sem filhos                                                                                              | Filhos de Augusto II, governaram em conjunto entre 1685 e 1702. De acordo com notícias de 1677, Rodolfo Augusto desbravou um caminho que atravessava a Floresta Lechlum, o Alten Weg ("Velho Caminho"), mais tarde a "Estrada Barroca"; em 1671 tomou a cidade e a fortaleza de Brunsvique. Depois da morte de Rodolfo Augusto, António Ulrico regressou ao trono e governou sozinho. Era um político, um amante das artes. Fundou um museu com o seu nome em Brunsvique. Construiu o Castelo de Salzdahlum . |
| António Ulrico |            | 4 de outubro de 1633                           | 1685-1702 1704-1714               | 27 de março de 1714     | Volfembutel                                                                            | Isabel Juliana de Schleswig-Holstein-Sønderburg-Nordborg 17 de agosto de 1656 treze filhos | Filhos de Augusto II, governaram em conjunto entre 1685 e 1702. De acordo com notícias de 1677, Rodolfo Augusto desbravou um caminho que atravessava a Floresta Lechlum, o Alten Weg ("Velho Caminho"), mais tarde a "Estrada Barroca"; em 1671 tomou a cidade e a fortaleza de Brunsvique. Depois da morte de Rodolfo Augusto, António Ulrico regressou ao trono e governou sozinho. Era um político, um amante das artes. Fundou um museu com o seu nome em Brunsvique. Construiu o Castelo de Salzdahlum . |
| João Frederico |            | 25 de abril de 1625                            | 1665-1679                         | 18 dezembro de 1679     | Calemberga                                                                             | Benedita Henriqueta do Palatinado 30 de novembro de 1668 Hanôver três filhos | Irmão de Cristiano Luís e Jorge Guilherme, não deixou descendência. O Principado foi herdado por Ernesto Augusto, o seu irmão mais novo. |
| Ernesto Augusto I |            | 20 de novembro de 1629                         | 1679-1692                         | 23 de janeiro de 1698   | Calemberga                                                                             | Sofia do Palatinado 30 de setembro de 1658 Heidelberg sete filhos | Filho mais novo de Jorge I, em 1692 foi designado Príncipe-Eleitor por Leopoldo I do Sacro Império Romano-Germânico, elevando a Casa de Guelfos à dignidade eleitoral. Desta forma, o velho Principado de Calemberga tomou o novo nome de Eleitorado de Hanôver. |
| Ernesto Augusto I | 1692-1698  | 20 de novembro de 1629                         | Eleitorado de Hanôver             | 23 de janeiro de 1698   |                                                                                        | Sofia do Palatinado 30 de setembro de 1658 Heidelberg sete filhos | Filho mais novo de Jorge I, em 1692 foi designado Príncipe-Eleitor por Leopoldo I do Sacro Império Romano-Germânico, elevando a Casa de Guelfos à dignidade eleitoral. Desta forma, o velho Principado de Calemberga tomou o novo nome de Eleitorado de Hanôver. |
| Jorge II |            | 28 de maio de 1660                             | 1698-1705                         | 11 June 1727            | Eleitorado de Hanôver                                                                  | Sofia Doroteia de Brunsvique-Luneburgo 22 de novembro de 1682 Celle (anulado em 1694) dois filhos | O Eleitorado torna-se efetivo sob o seu governo. Em 1705 anexou o Luneburgo, até então governado pelo sogro e tio, Jorge Guilherme. Em 1714 foi escolhido para Rei da Grã-Bretanha, iniciando-se assim uma união pessoal entre Hanôver e o este novo Reino. Volfembutel passou a ser a única terra do antigo Brunsvique-Luneburgo que permaneceu separada. Normalmente numerado I como Eleitor e Rei. |
| Jorge II | 1705-1727  | 28 de maio de 1660                             | Eleitorado de Hanôver e Luneburgo | 11 June 1727            |                                                                                        | Sofia Doroteia de Brunsvique-Luneburgo 22 de novembro de 1682 Celle (anulado em 1694) dois filhos | O Eleitorado torna-se efetivo sob o seu governo. Em 1705 anexou o Luneburgo, até então governado pelo sogro e tio, Jorge Guilherme. Em 1714 foi escolhido para Rei da Grã-Bretanha, iniciando-se assim uma união pessoal entre Hanôver e o este novo Reino. Volfembutel passou a ser a única terra do antigo Brunsvique-Luneburgo que permaneceu separada. Normalmente numerado I como Eleitor e Rei. |
| Augusto Guilherme |            | 8 de março de 1662                             | 1714-1731                         | 23 de março de 1731     | Volfembutel                                                                            | Cristina Sofia de Brunsvique-Volfembutel 1681 sem filhos Sofia Amália de Holstein-Gottorp 1695 sem filhos Isabel Sofia Maria de Schleswig-Holstein-Sonderborg-Norburg 1710 sem filhos                | Filho de António Ulrico. Governou a única terra que não integrou o Eleitorado de Hanôver. Não deixou descendência. Foi sucedido pelo irmão. |
| Jorge III |            | 30 de outubro / 9 de novembro de 1683O.S./N.S. | 1727-1760                         | 25 de outubro de 1760   | Eleitorado de Hanôver                                                                  | Guilhermina Carlota Carolina de Brandemburgo-Ansbach 22 de agosto / 2 de setembro de 1705O.S./N.S. Hanôver dez filhos                                                                                | Em união pessoal com a Grã-Bretanha. Geralmente numerado II como Eleitor e Rei. |
| Luís Rodolfo |            | 22 de julho de 1671                            | 1731-1735                         | 1 de março de 1735      | Volfembutel                                                                            | Cristina Luísa de Oettingen-Oettingen 22 de abril de 1690 Aurich três filhos | Não deixou descendentes masculinos. O Volfembutel foi herdado por uma linha secundogénita. |
| Fernando Alberto |            | 29 de maio de 1680                             | 1735                              | 2 de setembro de 1735   | Volfembutel                                                                            | Antónia Amália de Brunsvique-Volfembutel 15 de outubro de 1712 Brunsvique treze filhos | Da linhagem de Bevern. Neto de Augusto II. |
| Carlos I |            | 1 de agosto de 1713                            | 1735-1773                         | 26 de março de 1780     | Volfembutel                                                                            | Filipina Carlota da Prússia 2 de junho de 1733 Berlim treze filhos | Fundador do Colégio Carolinum (hoje Universidade de Tecnologia de Brunsvique) de fábricas de porcelana em Fürstenberg, entre outros; em 1753, mudou a capital para Brunsvique. Os problemas financeiros que acumulou levaram a que fosse deposto e substituído pelo filho. |
| Jorge IV |            | 4 de junho de 1738                             | 1760-1811                         | 29 de janeiro de 1820   | Eleitorado de Hanôver                                                                  | Carlota de Mecklemburgo-Strelitz 8 de setembro de 1761 Londres quinze filhos | Em união pessoal com a Grã-Bretanha. Geralmente numerado III como Eleitor e Rei. Nascido em Inglaterra, nunca visitou Hanôver. |
| Carlos II |            | 9 de outubro de 1735                           | 1773-1806                         | 10 de novembro de 1806  | Volfembutel                                                                            | Augusta da Grã-Bretanha 16 de janeiro de 1764 Londres sete filhos | Devido a problemas financeiros, foi obrigado a substituir o pai no governo do ducado. Era o chefe do Exército Prussiano. Faleceu na Batalha de Jena; o governo passaria para o filho mais novo, mas sobrevivente, Frederico Guilherme. |
| Com a dissolução do Sacro Império Romano-Germânico em 1806, o título de Duque de Brunsvique-Luneburgo deixou de existir. Porém os seus estados sucessores continuaram. |            |                                                |                                   |                         |                                                                                        | | |
| Frederico Guilherme O Duque Negro |            | 9 de outubro de 1771                           | 1806-1807                         | 16 de junho de 1815     | Volfembutel                                                                            | Maria Isabel Guilhermina de Baden 1 de novembro de 1802 Karlsruhe três filhos | Duque de Oleśnica, recrutou um corpo de soldados voluntário: os Brunsviques Negros, no início da Guerra da Quinta Coligação na Boémia em 1809, e marchou até ao Mar do Norte e daí para a Grã-Bretanha. |
| Em pleno período Napoleónico, em 1807 o Ducado foi anexado ao Reino da França, para ressurgir em 1813 como Ducado de Brunsvique. |            |                                                |                                   |                         |                                                                                        | | |
| Jorge V |            | 12 de agosto de 1762                           | 1811-1830                         | 26 de junho de 1830     | Eleitorado de Hanôver (até 1814) Reino de Hanôver (desde 1814)                         | Carolina Amélia Isabel de Brunsvique-Volfembutel 8 de abril de 1795 Londres um filho | Em união pessoal com a Grã-Bretanha. Geralmente numerado IV como Eleitor e Rei. Foi nomeado regente durante a doença do pai, que se prolongou até à morte dele em 1820. Não deixou descendentes. O Eleitorado passou para o irmão. |
| Frederico Guilherme O Duque Negro |            | 9 de outubro de 1771                           | 1813-1815                         | 16 de junho de 1815     | Brunsvique                                                                             | Maria Isabel Guilhermina de Baden 1 de novembro de 1802 Karlsruhe três filhos | Foi restaurado ao seu ducado, que passou a designar-se Brunsvique. |
| Jorge IV do Reino Unido(regente) |            | 12 de agosto de 1762                           | 1815-1823                         | 26 de junho de 1830     | Brunsvique                                                                             | Carolina Amélia Isabel de Brunsvique-Volfembutel 8 de abril de 1795 Londres um filho | Regente em nome do duque de Brunsvique, Carlos. |
| Carlos III |            | 30 de outubro de 1804                          | 1815-1830                         | 18 de agosto de 1873    | Brunsvique                                                                             | Não casou | No advento da Revolução de Julho de 1830, Carlos estava em Paris, e não conseguiu manter o ducado para si; o seu irmão Guilherme tomou posse com a aprovação do ducado e dos estados vizinhos. |
| Guilherme VII |            | 21 de agosto de 1765                           | 1830-1837                         | 20 de junho de 1837     | Reino de Hanôver                                                                       | Adelaide de Saxe-Meiningen 13 de julho de 1818 Londres quatro filhos | Em união pessoal com a Grã-Bretanha. Geralmente numerado IV como Eleitor e Rei. Não deixou descendentes. O Eleitorado passou para o irmão. |
| Guilherme VIII |            | 25 de abril de 1806                            | 1830-1884                         | 18 de outubro de 1884   | Brunsvique                                                                             | Não casou | Irmão de Carlos. Também não deixou descendência, encerrando a linhagem de Augusto II. Após uma longa regência, o ducado reverteria para o neto de Jorge VI. |
| Ernesto Augusto II |            | 5 de junho de 1771                             | 1837-1851                         | 18 novembro de 1851     | Reino de Hanôver                                                                       | Frederica de Mecklemburgo-Strelitz 29 de maio de 1815 Neustrelitz três filhos | Fim da união pessoal com a Grã-Bretanha, uma vez que neste reino sucedeu Vitória I. Esta, impedida de suceder em Hanôver pelo facto de a Lei Sálica estar ainda legislada na Alemanha, neste Reino sucedeu Ernesto, irmão de Guilherme. |
| Jorge VI |            | 27 de maio de 1819                             | 1851-1866                         | 12 de junho de 1878     | Reino de Hanôver                                                                       | Maria de Saxe-Altemburgo I 18 de fevereiro de 1843 Hanôver três filhos | Normalmente numerado V como Rei de Hanôver. Foi o último rei deste reino, uma vez que o mesmo chegou ao fim com a Unificação da Alemanha. |
| Alberto da Prússia (regente) |            | 8 de maio de 1837                              | 1885-1906                         | 13 de setembro de 1906  | Brunsvique                                                                             | Maria de Saxe-Altemburgo II 9 de abril de 1873 Berlim três filhos | Regentes em nome de Ernesto Augusto. A regência chegou ao fim a 1 de novembro de 1913, quando foi concedida ao herdeiro Ernesto Augusto (neto de Jorge VI) a possibilidade de herdar o ducado, o que aconteceu após o seu casamento com Vitória Luísa. |
| João Alberto de Mecklemburgo-Schwerin (regente) |            | 8 de dezembro de 1857                          | 1906-1913                         | 20 de fevereiro de 1920 | Brunsvique                                                                             | Isabel Sibila de Saxe-Weimar-Eisenach 6 de novembro de 1886 Weimar sem filhos Isabel de Stolberg-Rossla 15 de dezembro de 1909 sem filhos                                                            | Regentes em nome de Ernesto Augusto. A regência chegou ao fim a 1 de novembro de 1913, quando foi concedida ao herdeiro Ernesto Augusto (neto de Jorge VI) a possibilidade de herdar o ducado, o que aconteceu após o seu casamento com Vitória Luísa. |
| Ernesto Augusto III |            | 17 de novembro de 1887                         | 1913-1918                         | 30 de janeiro de 1953   | Brunsvique                                                                             | Vitória Luísa da Prússia 24 de maio de 1913 Berlim cinco filhos | Neto de Jorge VI. Em 1918, com a abolição da monarquia, todos os títulos nobres foram igualmente abolidos. |